# الدوري الفنزويلي الممتاز 2007-08
الدوري الفنزويلي الممتاز 2007-08 (بالإسبانية: Primera División Venezolana 2007-08)‏ هو الموسم 88 من الدوري الفنزويلي الممتاز. كان عدد الأندية المشاركة فيه 18، وفاز فيه ديبورتيفو تاشيرا.